# Edward Madejski
Edward Madejski (Cracovia, 11 agosto 1914 – Bytom, 15 febbraio 1996) è stato un calciatore polacco, di ruolo portiere.

## Carriera
Con la Nazionale polacca prese parte ai Giochi Olimpici del 1936 ed ai Mondiali del 1938.